# Ficus fergusonii
Ficus fergusonii är en mullbärsväxtart som först beskrevs av George King, och fick sitt nu gällande namn av Worthington. Ficus fergusonii ingår i släktet fikonsläktet, och familjen mullbärsväxter. Inga underarter finns listade i Catalogue of Life.